# Berenike von Chios
Berenike von Chios († 71 v. Chr.) war eine von der ostägäischen Insel Chios stammende griechische Adlige und die dritte Gattin des Königs Mithridates VI. von Pontos.
Über Berenikes Ehe mit Mithridates VI. ist nichts bekannt. Als der pontische König vom römischen Feldherrn Lucullus im Dritten Mithridatischen Krieg entscheidend geschlagen worden war und zu Tigranes II. nach Armenien floh, schickte er den Eunuchen Bakchides mit dem Befehl nach Pharnakeia, Berenike sowie seine andere Gemahlin Monime aus Milet und seine zwei unverheirateten Schwestern Roxane und Stateira zu töten, damit sie nicht in Lucullus’ Hände gerieten. Bakchides stellte Berenike anheim, auf welche Art sie ihr Leben beenden wolle. Da trank Berenike gemeinsam mit ihrer Mutter einen Giftbecher, der zwar ihre Mutter, aber nicht sie selbst sofort tötete. Als sie nun im Sterben lag, ließ Bakchides, dem dies nicht schnell genug ging, Berenike erdrosseln.